# Kazanyi Nemzeti Műszaki Kutatóegyetem
A Kazanyi Nemzeti Műszaki Kutatóegyetem (oroszul: Казанский национальный исследовательский технический университет, magyar átírásban: Kazanszkij Nacionalnij Tyehnyicseszkij Isszledovatyelszkij Unyiverszityet), teljes nevén az Andrej Tupoljev nevét viselő Kazanyi Nemzeti Műszaki Kutatóegyetem, röviden KNITU, vagy KNITU-KAI műszaki felsőoktatási intézmény az oroszországi Kazanyban, amely elsősorban a repülőgépgyártással kapcsolatos területeken képez szakembereket. 1932-ben alapították Kazanyi Repülési Főiskola, röviden KAI (oroszul: Казанский авиационный институт, magyar átírásban: Kazanszkij Aviacionnij Insztyitut) néven. Az intézmény 1973-ban vette fel Andrej Tupoljev nevét, 1992-ben kapott egyetemi státuszt.

## Jellemzői
Az egyetemnek kb. 12 ezer hallgatója van, akik 40 szakirányon tanulhatnak. A műszaki szakok mellett az egyetemnek gazdasági és humán irányú képzései is vannak. Az oktatói létszám 1800 fő, akik közül 150 egyetemi tanár. 2009. október 7-én az egyetem nemzeti kutatóegyetemi státuszt kapott. Kazanyban nyolc campuson helyezkedik el. Az egyetemnek kirendeltségei működnek Almetyjevszkiben, Csisztopolban, Lenyinogorszkban és Naberesznije Cselniben. Az egyetem rektora 2023-tól Tyimur Lazovics Alibajev. Az egyetem 2022-ben a 45. helyet foglalta el a REAX (RAEKSZ-Analityika) 100 legjobb orosz egyetemet tartalmazó listáján.  2015 szeptemberétől középfokú oktatát nyújtó mérnöki líceum is tartozik az egyetemhez, amely mérnöki előkészítő iskolaként a 7–11. osztályban emelt szintű matematikai és fizikai, valamint mérnöki felkészítő képzést nyújt.

## Története
A Kazanyi Repülési Főiskolát 1932. március 5-én alapították a Nehézipari Népbiztosság Repülőgépipari Főigazgatósága és a Bolsevik Kommunista Párt Tatárföldi Területi Bizottsága közös határozatával. Az intézmény a Kazanyi Állami Egyetem aerodinamikai intézetének alapjain jött létre és a főiskola megkapta az egykori Kazanyi Első Fiúgimnázium épületét. A főiskolán kezdetben két szakirány működött, egy repülőgépgyártási szak és egy aerodinamikai szak. Az oktatókat és a hallgatókat a Kazanyi Állami Egyetem aerodinamikai intézetéből és más kazanyi egyetemekről irányították át az újonnan létrehozott főiskolára.

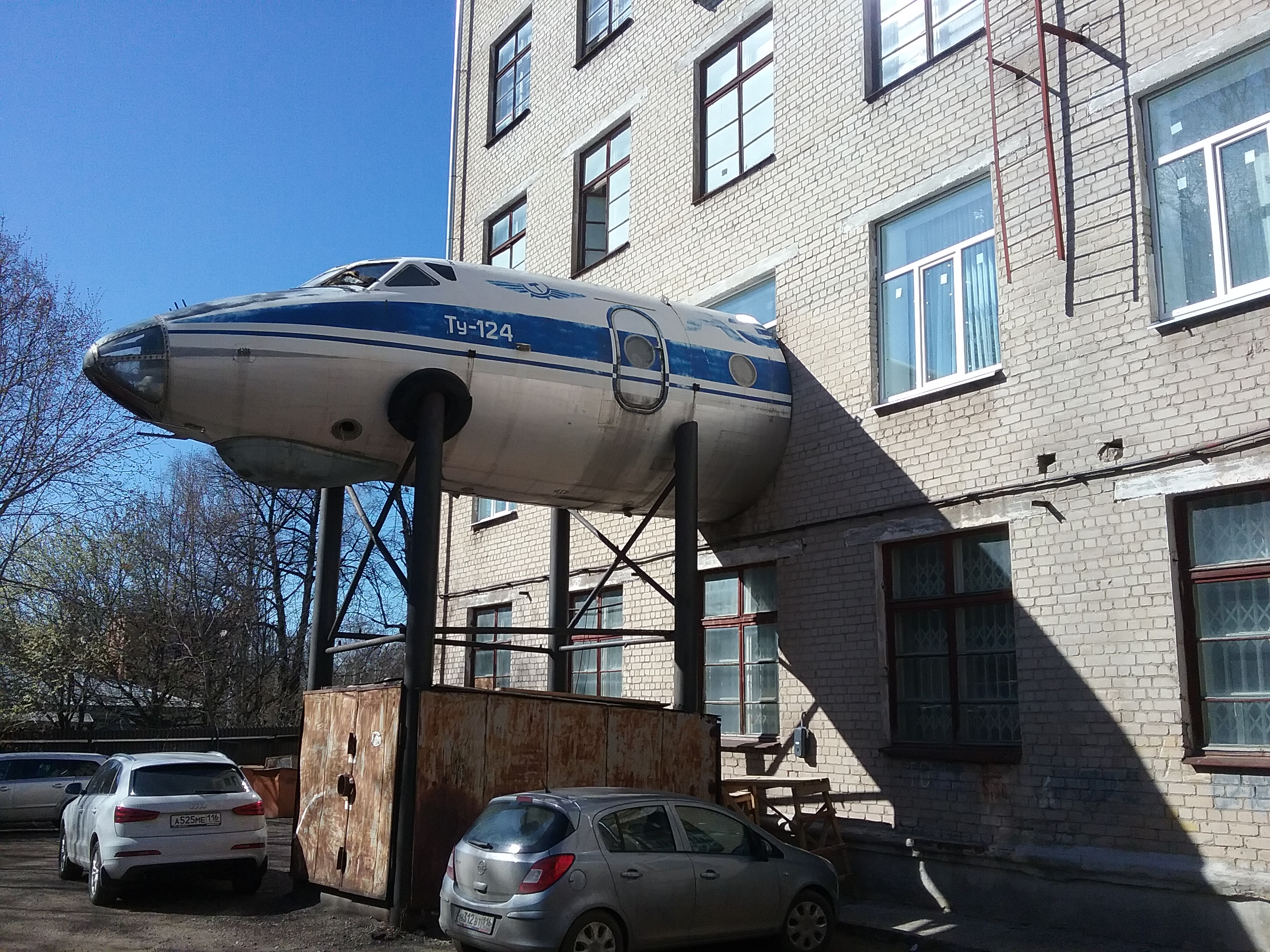
Egy Tu–124-es orr része mint az Elektrotechnikai tanszék egyik laboratóriumának része az egyetem 3. épületéhez építve

1932 májusában adtak ki utasítást a főiskola első tanszékeinek megszervezésére. Kezdetben aerodinamika, repülőgép-szerkezettani és mechanikai, matematikai, elméleti mechanikai, valamint egy társadalomtudományi és nyelvi tanszéket hoztak létre. 1932 júniusában nevezték ki az intézmény első igazgatóját. A hallgatók létszáma júliusra meghaladta a kétszáz főt, majd szeptemberben az újonnan felvettekkel a hallgatói létszám már meghaladta a hatszáz főt.
1933-túl jelent meg az intézet kiadványa Trudi KAI (magyarul a KAI munkái) címmel, és ebben az időben elkezdődött a tudományos tevékenység is a főiskolán. 1934-ben a repülőgépgyártást külön karba szervezték. A főiskolán külön tervezőiroda alakult repülőgépek tervezésére és építésére. Az első konstrukció a KAI–1 sport- és kiképző repülőgép volt 1935-ben, amelyből három darabot építettek. Ezt később további típusok követték.
1939-ben motorgyártási tanszéket és külön motorgyártási kart hoztak létre. A második világháború alatt a Kazanyi Repülési Főiskola több, a Szovjetunió nyugati területeiről evakuált tudományos és oktatási intézménynek adott otthont. Így 1941–1943 között ott működött ideiglenesen a Központi Aero- és Hidrodinamikai Intézet (CAGI), a Szovjet Tudományos Akadémia Fizikai Intézetének több laboratóriuma és részlege, a Repülési Kutatóintézet (LII), valamint a Harkovi Repülési Főiskola (HAI) több intézete és egysége.
Az 1958-ban alapított Izvesztyija viszsih ucsegnih zavegyenyij (Felsőoktatási intézmények hírei) tudományos kiadványsorozat repülési kiadványáért, az Aviacionnaja tyehnyika (Repüléstechnika) kiadásáért a Kazanyi Repülési Főiskola volt felelős. A kiadványt külföldön angol nyelven Soviet Aeronautics címmel terjesztették, 1974-től pedig Russian Aeronautics néven jelenik meg az Egyesült Államokban.
1972-ben létrejött a főiskolán a Számítástechnikai és irányítási rendszerek kar.  A következő évben a főiskolát az 1972 decemberében elhunyt Andrej Tupoljev repülőgép-tervezőről nevezték el.
1987-ben a peresztrojka eredményeként szabad rektorválasztásra került sor a főiskolán. A gazdasági változások hatására 1991-ben Vezetési, pénzügyi, közgazdasági és vállalkozási kart hoztak létre. 1992-ben az intézmény egyetemmé alakult át, az új neve Kazanyi Állami Műszaki Egyetem lett.
Az egyetemmé alakulás után elkezdték bővíteni az intézmény képzési profilját. 1992-ben létrehozták az egyetem Továbbképzési Központját.  1995-ben megalakult a Bölcsészettudományi Kart, 2000-ben  Fizikai és Matematikai Kar, majd 2003-ban a Gazdaságelméleti és Jogi Kar és a Pszichológiai és Üzleti Adminisztrációs Kar.
1999. május 31-én az 1932-ben alapított Repülőeszközök kar és az 1939-ben létrehozott Repülőgép-hajtóművek és motorok karok összevonásával létrehozták a Repülési, Szárazföldli Közlekedési és Energetikai Intézetet. 2003-ban a Rádiótechnikai kar alapjain létrehozták a Rádióelektronikai és Távközlési Intézet. Később létrejött Automatizálás és Elektronikus Műszerek Intézete, valamint a Műszaki Kibernetikai és Informatika Intézet. 
2009. október 7-én az egyetem nemzeti kutatóegyetemi státuszt kapott. 2013. május 21-én Zelenodolszki Hajógyár kezdeményezésére megnyitották az egyetem az egyetem megnyitotta a Hajógyártási Központját.
2014 októberében a németországi Ilmenaui Műszaki Egyetemmel és a Magdeburgi Otto von Gericke Egyetemmel közösen a Kazanyi Műszaki Egyetemen megnyitották a Fejlett Technológiák Német–Orosz Intézetét, amelyet az egyetem 8. sz. épületében helyeztek el. Az Ukrajna elleni 2022-es orosz katonai agresszió miatt a német egyetemek felfüggesztették a részvételüket az együttműködésben.

## Híres diákjai
- Viktor Szimonov (1929–2011), a Szuhoj tervezőiroda főkonstruktőre, 1954-ben végzett az egyetemen[11]
- Ivan Szilajev (1930–2023), 1981–1985 között repülőgépipari miniszter, 1991-ben rövid ideig a Szovjetunió ügyvivő miniszterelnöke, 1954-ben végzett az egyetemen[12]